# Bolbaffer sebastiani
Bolbaffer sebastiani es una especie de coleóptero de la familia Geotrupidae.

## Distribución geográfica
Habita en Tanzania.